# Maderas
A Maderas egy kialudt tűzhányó Nicaragua déli részén, Ometepe szigetén.

## Leírás
A Maderas Nicaragua déli részén, Rivas megye területén, a Nicaragua-tó Ometepe nevű szigetén található, 1394 méteres tengerszint feletti magasságával a szigetet alkotó két vulkán közül ez az alacsonyabbik. A közel kúp alakú hegy csúcsán található kráter átmérője 800 méter körüli, benne egy kis tó található.
Utolsó kitörése mintegy 70 000 évvel ezelőtt, a pleisztocén korban történhetett, már több tízezer éve inaktív. 1996 szeptemberében egy iszapár hat ember életét követelte az egyik, a hegy keleti oldalán fekvő faluban.
A csúcsra több irányból is fel lehet jutni, többnyire a nyugat felől, San Ramón irányából vezető utat használják. Emellett az út mellett egy magas, látványos vízesés is található. A hegy alacsonyabb részein főleg kávéültetvények találhatók, feljebb azonban nedves őserdő. Az út általában sáros, csúszós, a Maderas pedig gyakran felhőbe, ködbe burkolózik, ezért gyakran kilátás sincs a csúcsról. A krátertóhoz való leereszkedés a kráter meredek belső fala miatt nehéz.

## Képek

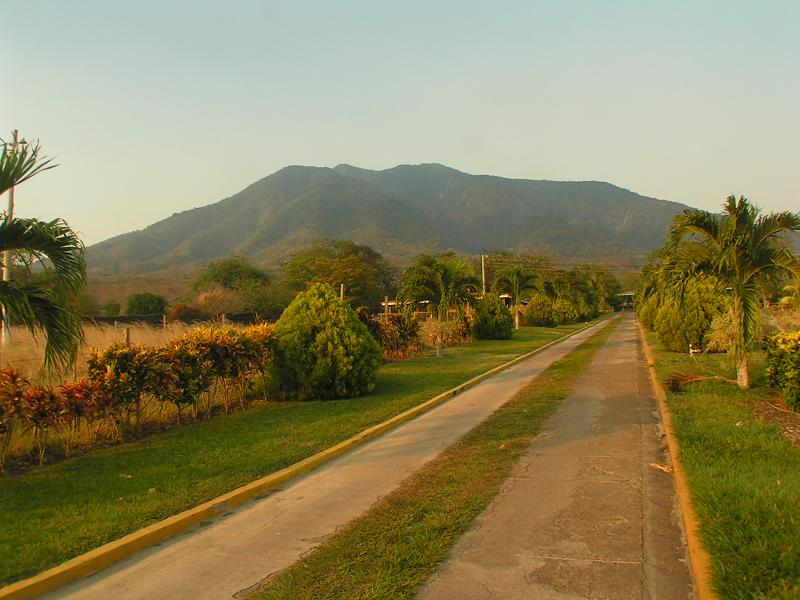
A hegy déli irányból
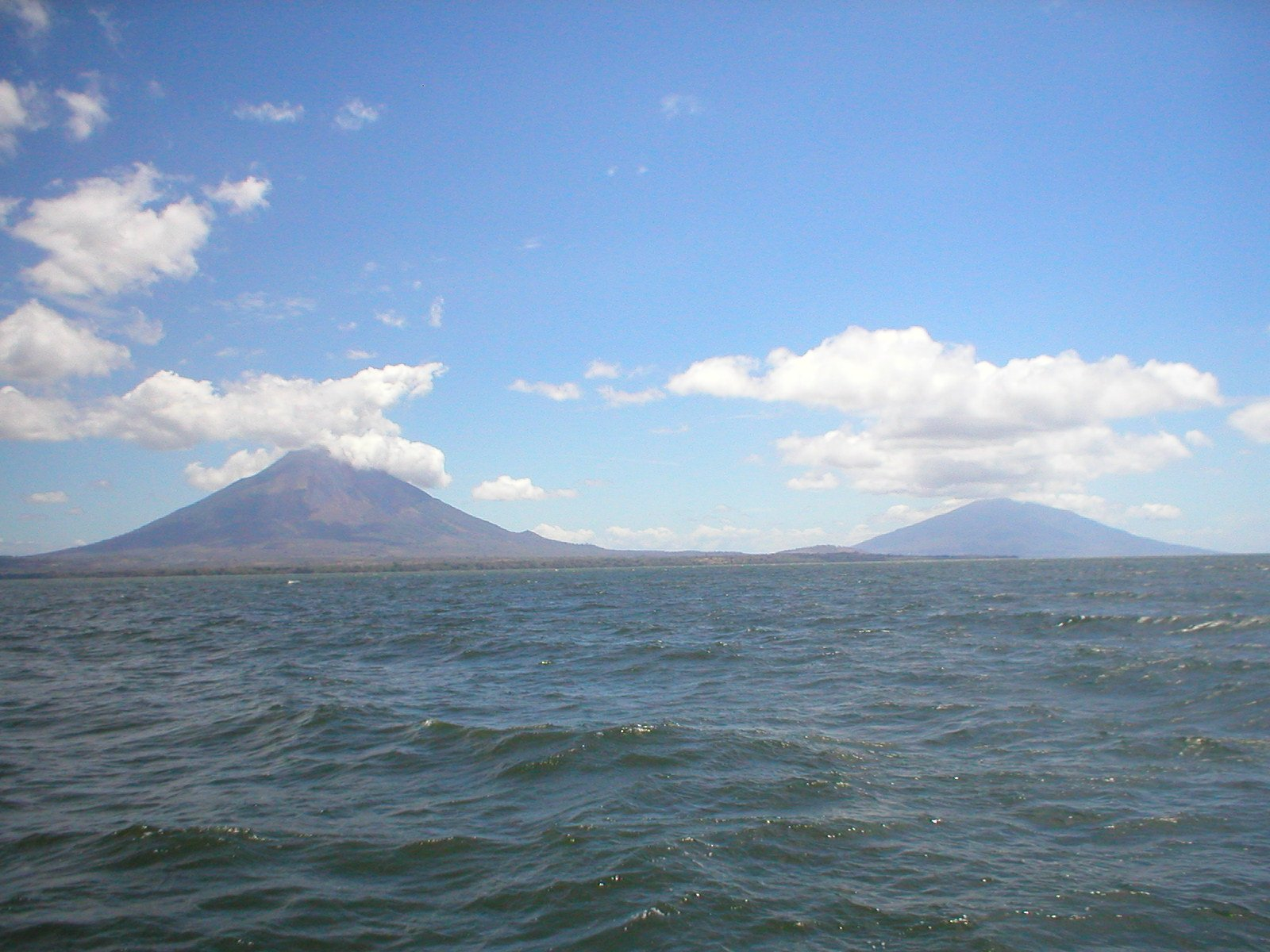
A Concepción (bal oldalt) és a Maderas (jobb oldalt)
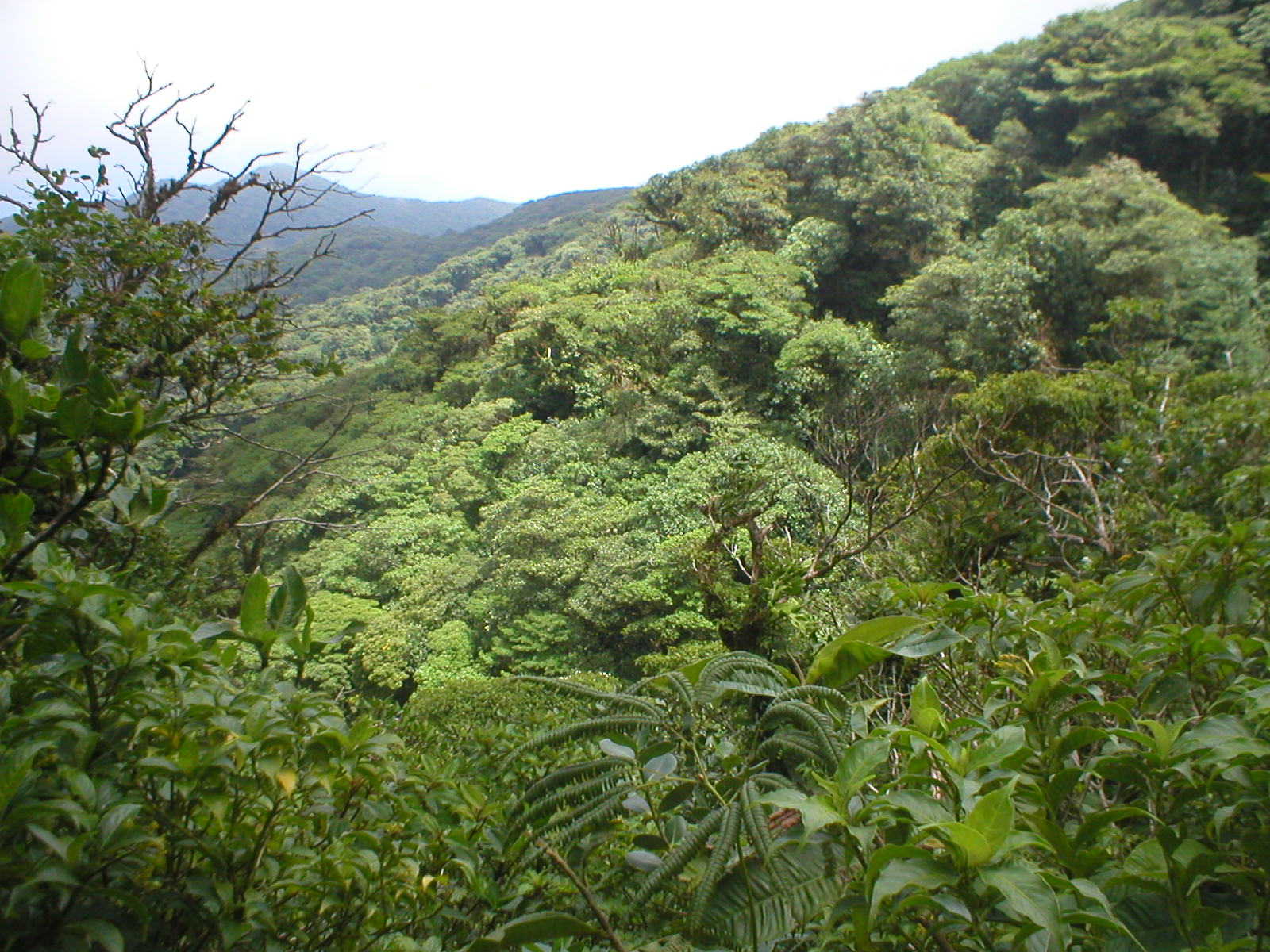
Erdő a Maderas oldalában
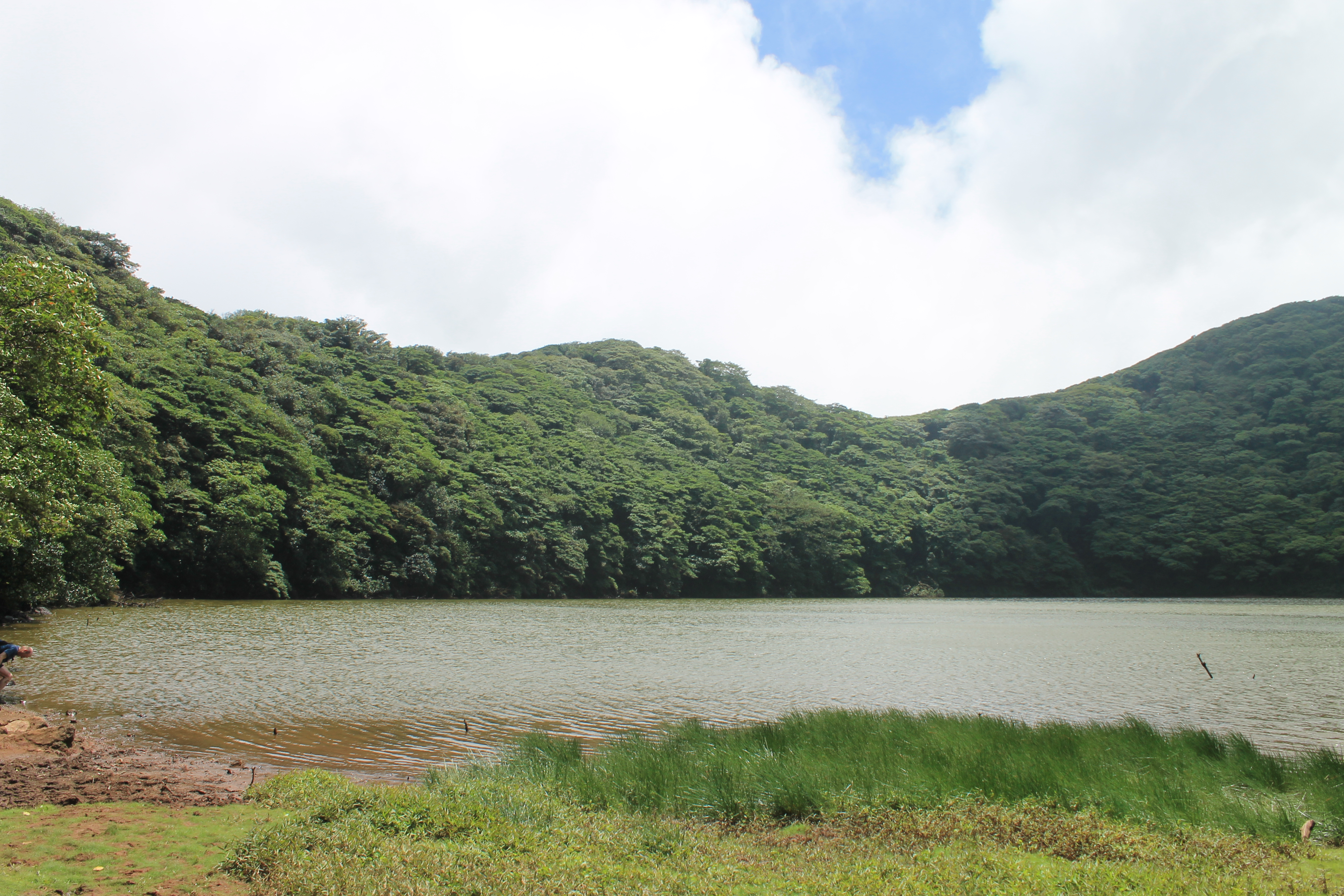
A krátertó